# Azet
Azet é uma comuna francesa na região administrativa de Occitânia, no departamento dos Altos Pirenéus. Estende-se por uma área de 26,63 km², Em 2010 a comuna tinha 145 habitantes (densidade: 5,4 hab./km²)..